# Bojkoti trgovina u jugoistočnoj Europi 2025.
Od kraja siječnja 2025. godine, u jugoistočnoj Europi održavaju se bojkoti trgovačkih centara. Započeli su 24. siječnja 2025. u Hrvatskoj zbog rasta cijena, a zatim su se proširili i na Sloveniju, Bosnu i Hercegovinu, Crnu Goru, Sjevernu Makedoniju, Srbiju, Albaniju, Kosovo, Rumunjsku, Mađarsku i Bugarsku. Bojkoti su planirani i u Češkoj, Grčkoj i Slovačkoj.
Glavne se trgovačke lance optužuje za namještanje cijena. Bojkote je potaknula i kriza troškova života te rast cijena prehrambenih proizvoda, a uživaju i široku javnu podršku.

## Početak inicijative
Dana 24. siječnja 2025. godine održan je prvi, jednodnevni bojkot trgovina, trgovačkih lanaca i benzinskih crpki u Hrvatskoj zbog rasta cijena proizvoda u istima. Bojkot je organizirala platforma Halo, Inspektore putem Facebooka, a podržale su ga potrošačke udruge, političke stranke, sindikati i ministarstva. Prema podacima iz Porezne uprave Republike Hrvatske, na dan prvoga bojkota u vremenskom razdoblju od ponoći do 16 sati uočen je pad od 43 % u broju računa i pad od 50 % u njihovom iznosu u odnosu na prethodni petak, 17. siječnja 2025.
Nakon jednodnevnog bojkota, najavljeni su novi bojkoti pojedinačnih trgovačkih lanaca i proizvoda u trajanju od tjedan dana, te drugih subjekata poput kafića, banaka itd.
Bojkot trgovina u Hrvatskoj i prosvjedi protiv korupcije u Srbiji potaknuli su organiziranje bojkota trgovina u Bosni i Hercegovini. Uz BiH, ideja o bojkotu se proširila i na Srbiju, Crnu Goru, Sjevernu Makedoniju i Sloveniju.

## Hrvatska
Ideja za bojkot u Hrvatskoj započela je unutar Facebook grupe Halo, inspektore! Europskog centra izvrsnosti potrošača (ECIP), udruge za zaštitu potrošača iz Zagreba. Isprva je bio planiran jednotjedni bojkot kupnje teletine uslijed navodnog rasta cijena te namirnice za »više od 40% u zadnjih nekoliko mjeseci«. Ideja o jednodnevnom bojkotu 24. siječnja proširila se diljem Hrvatske na društvenim mrežama (poput Facebooka, Reddita i WhatsAppa) te su se sastavile razne grupe i stranice koje su podržale akciju.

### Prvi bojkot
U petak, 24. siječnja 2025. godine, društvenim mrežama i medijima počele su se širiti slike praznih i polupraznih trgovačkih centara i trgovina diljem Hrvatske.
Porezna uprava Republike Hrvatske je zbog »velikog interesa javnosti« na svojim stranicama počela objavljivati podatke iz sustava fiskalizacije o broju izdanih računa i potrošenih iznosa u usporedbi s prošlim tjednima. Prema podacima za dan bojkota od ponoći do 11 sati, za »djelatnost G-47- Trgovina na malo, osim trgovine motornih vozila i motocikla« uočen je pad od 40 % u broju računa i 47 % u njihovom iznosu u odnosu na petak, 17. siječnja 2025. u istom vremenskom razdoblju, dok je u odnosu na petak, 19. siječnja 2024. zabilježen pad od 29 % za broj računa i 30 % za njihove iznose. Za istu je skupinu djelatnosti od ponoći do 16 sati na dan bojkota zabilježen pad od 43 % za broj računa i 50 % za njihove iznose u odnosu na 17. siječnja 2025., te pad od 32 % za broj računa i 37 % za njihove iznose u odnosu na 19. siječnja 2024.
Na kartografskom servisu Google Karte također je uočen pad posjećenosti trgovačkih centara u Hrvatskoj.

### Drugi bojkot
U četvrtak, 30. siječnja 2025., započeo je jednotjedni bojkot Lidla, Eurospina i dm-a, te kupovine gaziranih pića, deterdženta i flaširane vode. Paralelno je 31. siječnja 2025. održan i jednodnevni opći bojkot bilo kakve fizičke i online kupovine, uključujući i drugih subjekata (kafića, restorana itd.). U odnosu na petak, 17. siječnja 2025., broj računa u svim djelatnostima je na dan drugog bojkota pao za 21%, dok je njihov iznos smanjen za 27%. Analogno je za djelatnost G-47- Trgovina na malo, osim trgovine motornih vozila i motocikla broj računa pao za 32% i njihov iznos za 44%. U odnosu na prvi bojkot, zabilježeni pad broja računa i njihovih iznosa je manji.

### Treći bojkot
Treći opći bojkot održan je u petak, 7. veljače 2025. Broj računa je u odnosu na petak, 17. siječnja 2025., pao za 9 %, dok je njihov iznos manji za 13 %. U usporedbi s drugim bojkotom, na dan trećeg općeg bojkota je broj računa veći za 29%, a njihov iznos veći za 35 %.
Neposredno prije trećeg općeg bojkota, platforma Halo, inspektore! pokrenula je anketu na stranici glaspotrosaca.eu kako bi se birali trgovački lanci koje će se bojkotirati po novom modelu. Novi model bojkota određen je kao tjedno bojkotiranje jednog trgovačkog lanca, a za prvi takav bojkot, u mrežnoj anketi kojoj su pristup imali svi građani, odabran je Konzum.

### Četvrti bojkot
Dana 14. veljače 2025. održan je četvrti opći bojkot, s naglaskom na bojkot pekarnica. Bojkot pekarnica je, prema navodima organizatora, potaknut inicijativom srednjoškolaca. U odnosu na 17. siječnja 2025., posljednji petak prije početka prvog bojkota, broj računa na dan četvrtog bojkota manji je za 6%, dok je njihov iznos manji za 4%.
Prema navodima organizatora, dio je potrošača „pokleknuo pred akcijama trgovaca, no da to nije slučaj kada je riječ o bojkotu pekarnica.” Prema procjenama platforme, uslijed bojkota su trgovci do sada "izgubili više od 100 milijuna eura."
Na dan četvrtog općeg bojkota završavao je jednotjedni bojkot Konzuma, a jednotjedni bojkot Plodina je započeo 15. veljače 2025.

### Odjeci
Josip Kelemen iz platforme Halo, inspektore! rekao je za medije nakon prvoga bojkota da su »ugodno iznenađeni jer smo dokazali, pokazali da potrošači mogu iskazati svoje mišljenje i svoj stav.«
Tanja Popović Filipović iz Centra za edukaciju i informiranje potrošača u Osijeku izjavila je kako »vjeruje da će uslijediti nove javne akcije i da će se nastaviti već idući tjedan«, da »[je poslana] poruka da apsolutno možemo djelovati zajedno. To se do sada nije dogodilo u tolikom broju, ali poslana je jasna poruka kako trgovcima tako i Vladi, da ide sa konkretnijim mjerama«, kao i »da su [cijene] puno veće nego u drugim državama i to je cilj današnjeg bojkota, da se to smanji.«
Krešimir Sever iz Gospodarsko-socijalnog vijeća tvrdi da je »bojkot bio izuzetno dobar trenutak da se pokrenu građani« i istaknuo ulogu mladih aktivista u akciji. Kaže da, »ako oni kojima je poruka ovoga dana bila namijenjena ne znaju pročitati točan značaj te poruke«, onda »nastaviti s novim bojkotima, krenuti ne ovako svima nego i pojedinačno.« Navodi da je »njima [trgovcima] sve teret« i na tvrdnje predstavnika trgovačkih udruga da je problem u porezima odgovara da npr. smanjenjem poreza na kruh nije došlo do smanjenja cijena, nego da se ona i povećala.
Ministar gospodarstva Ante Šušnjar naveo je da je zadovoljan prvim bojkotom i da će u tjednu koji slijedi Vlada izdati proširenu listu reguliranih cijena.
Hrvoje Stojić iz Hrvatske udruge poslodavaca (HUP) navodi da se HUP »umjesto interveniranja u tržišne mehanizme, zalaže za ciljane socijalne mjere uz kriterij imovinskog cenzusa koje bi pomogle najranjivijim socijalno ugroženim građanima u kupnji prehrambenih namirnica« te je ustvrdio da će bojkot imati »isključivo kratkoročan i zanemariv efekt«.
Boris Podobnik iz Udruge Glas Poduzetnika izjavio je da su visoke cijene hrane posljedica »uništene poljoprivredne proizvodnje« i jer su »ljudi šutjeli 30-ak godina«.
Prema navodima medija, predstavnici trgovačkih lanaca nisu htjeli komentirati prvi bojkot.
Bojkot su podržali političari iz SDP-a, stranke Možemo!, Mosta, Domovinskog pokreta i drugi, dok iz stranke Fokus smatraju da je za visoke cijene kriva politika Vlade i da »pravi bojkot bi bio kad bi građani bojkotirali politike Vlade na izborima.«

### Kontroverze
Prema navodima platforme Halo, inspektore!, bojkot su pokušale kompromitirati neidentificirane skupine kroz »krađu identiteta i lažno predstavljanje« kao platforma organizatora. Lažna je stranica na Facebooku preimenovana nakon što se prethodno koristila za promoviranje HDZ-ovog kandidata Dragana Primorca na predsjedničkim izborima u Hrvatskoj 2024. Ona je preuzela naziv i vizualni identitet platforme, izostavljajući pritom zarez u imenu, no u konačnici je ugašena nakon policijske prijave.
Pojavila se u međuvremenu još jedna stranica na Facebooku pod nazivom »BOJKOT« čiji je administrator bio Dominik Alpeza, vlasnik tvrtke za savjetovanje u poslovanju, a prema navodima Faktografa i bivši član izvršnog odbora Mladeži HDZ-a u Trešnjevci – sjever. Stranica je okupljala znatan broj pratitelja, a Alpeza je kao administrator naizgled preuzimao zasluge za organiziranje prvoga bojkota. Nedugo nakon izbijanja kontroverze u javnost, Alpezi su uklonjena administratorska prava. Skupina korisnika prijevarom je dobila administratorska prava na stranici te uklonila Alpezu, izjavivši pritom da će ostati anonimni te tražiti »odgovorne i pouzdane (NEPOLITIČKE OSOBE)« koje bi mogle preuzeti administraciju grupe. Kao razlog za svoje djelo naveli su da su »[g]rupu […] na jedno vrijeme preuzeli određeni članovi stranaka vladajuće koalicije, i počeli ju koristiti u svoje svrhe, pod krinkom bojkota« te da »je nedopustivo da ekipa iz vladajuće stranke koja je glavni uzrok inflacije, sada vodi bojkot grupu«.